# われらの川越
- 日本 > 埼玉県 > 川越市 > われらの川越
- 日本 > 市町村 > 市町村歌 > 埼玉県の市町村歌一覧 > われらの川越

「われらの川越」（われらのかわごえ）は、埼玉県川越市の市民歌である。作詞・野村俊夫、作曲・服部逸郎。

## 解説
1957年（昭和32年）に川越市と周辺9村との合併3周年を記念し、中央公民館において「川越市民の歌」に選定された。歌詞ははじめ公募を実施したが、110編余りの応募作を審査した結果「該当作無し」となり佳作4編のみの選定に留まったため、日本コロムビアを通じて専門家に作詞・作曲をそれぞれ依頼している。
同年8月16日、発表演奏会が開催された。昼の部は川越女子高等学校で行われ、野村俊夫、安西愛子、服部逸郎、コロムビア・オーケストラが出演。また、市内各学校代表生徒による合唱出演があった。夜の部は中央小学校で行われ、こちらにも引き続き、安西愛子、服部逸郎、コロムビア・オーケストラが出演。また、川越市軽音楽団、川越市ギター倶楽部、西川喜峯社中などが出演した。
コロムビアによりSPレコードが私家盤(PR1696)として製造され、中央公民館などで希望者に一枚300円で頒布された。このレコードはA面が「われ等の川越」で、B面がインストゥルメンタルの「川越マーチ」。安西愛子、伊藤久男、コロムビア合唱団、コロムビア・オーケストラによって吹き込みがなされた。
発表当時から1967年（昭和42年）の第22回清新国体の頃までは盛んに歌われたこの歌も次第に演奏の機会が少なくなったため、その存在すら知らない市役所職員や市民も多く1999年（平成17年）の時点では市の見解として「市歌は存在しない」とされていた。しかしながら、同年の川越市議会第6回定例会において市による「われらの川越」に対する位置づけや普及活動の推進に対する見解が議員により質問されたのを機に存在が再確認され、市のウェブサイトで紹介されるようになる。また、2000年代以降は市と市教育委員会が後援している川越少年少女合唱団でもこわせたまみの補作詞によって演奏のプログラムに取り上げられるようになり、さらに川越市市制施行百周年を記念して、川越奏和奏友会吹奏楽団より小野寺真に吹奏楽編曲の委嘱がなされ当該曲が演奏され、徐々にではあるが市民に曲の存在が再び認知されるようになってきた。
市のサイトでは歌詞・旋律とも「著作権が市に帰属していない」との理由で掲載されず曲の選定経緯のみの追加となったが、現在は市広報紙のバックナンバーに掲載された記事と言う形ながら、中央図書館所蔵の『川越市政だより』昭和32年7月20日号で全3番の歌詞（原詞）、8月10日号で楽譜(ただし旋律譜)をそれぞれ閲覧できるようになっている。（郷土資料扱いのため貸出禁止で閲覧のみ）。
市によって制作・頒布されたレコードは同館や川越市立博物館、当時の主管部署として本楽曲を選定・制作した中央公民館にも所蔵されていなかったが、2020年（令和2年）3月23日にYouTubeの「川越市チャンネル」でレコードからの音源が公開された。

## 歌詞
1957年に発表された当時の歌詞（原詞）は2016年（平成28年）12月31日に著作権の保護期間を満了し、パブリックドメインとなっているので以下に掲載する。前述の通り、2000年代以降はこの原詞に補作を加えたバージョンが主に演奏されている。旋律は日本コロムビアの管理楽曲となっており、演奏に際しては専属開放申請が必要である。

## 備考
「われらの川越」以外にも、川越市によって選定・制作された歌「川越新小唄」がある。こちらは、市によって普及活動もなされてはいない。1972年9月、川越市によって私家盤のレコードが制作されている。
- 「川越新小唄」（作詞：林笙之、作曲：佐々木すぐる、編曲：南雲一広、唄：島倉千代子、伴奏：コロムビア・オーケストラ）コロムビアレコードPESー7368（Pー45ー726）※B面には「川越舟唄」（採譜・編曲：松尾健司、唄：円山京子、尺八：村岡実、合唱：コロムビア男声合唱団、伴奏：コロムビア・オーケストラ）が収録されている。PESー7368（JSー5914）